# Семенова Гора (Нюксенський район)
Семе́нова Гора́ (рос. Семёнова Гора) — присілок у складі Нюксенського району Вологодської області, Росія. Входить до складу Нюксенського сільського поселення.

## Населення
Населення — 9 осіб (2010; 14 у 2002).
Національний склад (станом на 2002 рік):
- росіяни — 93 %